# Mausoleo di Saladino
Il mausoleo di Saladino (in arabo ضريح صلاح الدين يوسف الأيوبي‎?, Ḍarīḥ Ṣalāḥ al-Dīn Yūsuf al-Ayyūbī) si trova a Damasco, capitale della Siria.
Sorge all'esterno della Grande Moschea degli Omayyadi, nei pressi dell'entrata settentrionale, e contiene le tombe con i resti mortali di Saladino, il sultano capostipite della dinastia degli Ayyubidi. 

## Storia

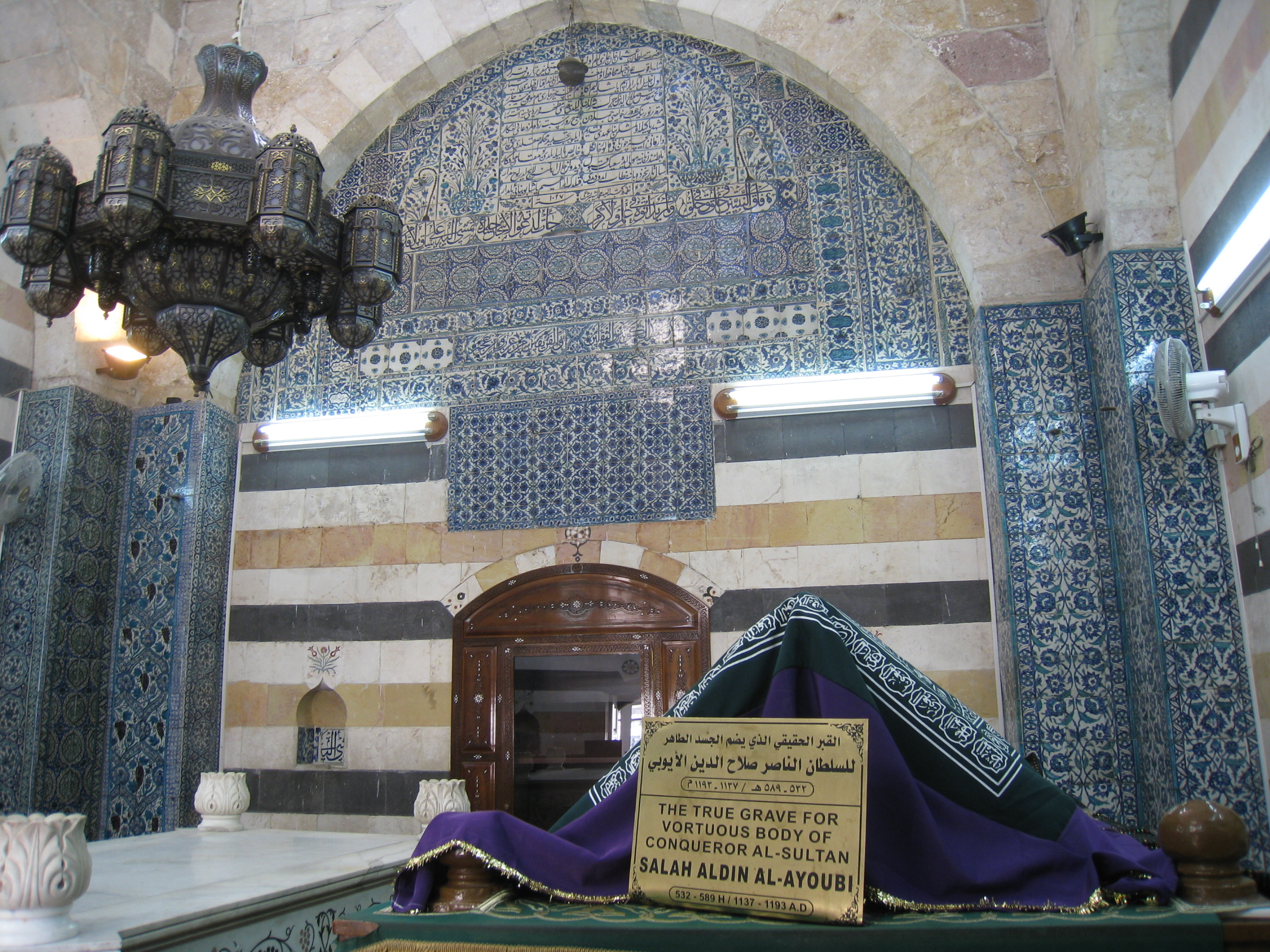
L'interno del mausoleo

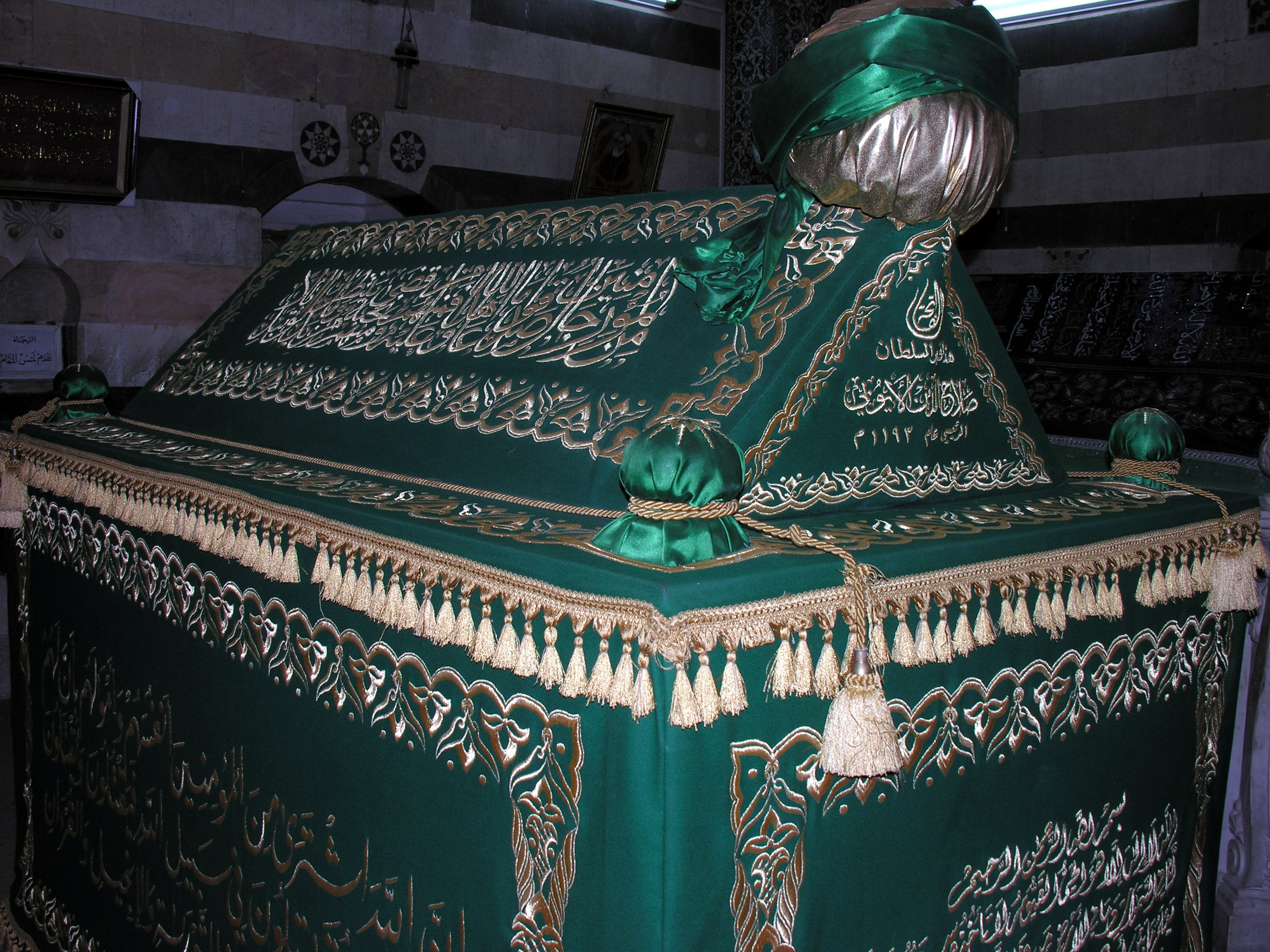
La tomba di Saladino

Il mausoleo venne costruito dal al-ʿĀdil, fratello di Saladino, noto nelle cronache cristiane coeve come "Safedino".
 
Il corpo del Sultano fu sepolto temporaneamente presso la Cittadella di Damasco fino alla costruzione dell'edificio, completata nel 1196, tre anni dopo la morte di Saladino. La madrasa fu costruita successivamente da al-ʿAzīz ʿUthmān, figlio di Saladino, ma ora non rimane più nulla della scuola.. 
Il mausoleo fu edificato nel 1898 sotto il patrocinio dell'Imperatore tedesco Guglielmo II, che ne finanziò la riparazione dopo aver visitato Damasco e aver trovato la tomba in uno stato di quasi abbandono.
Il 16 ottobre 1918 Lawrence d'Arabia entrò a Damasco appena liberata dal giogo turco e, come primo gesto, rese omaggio alla tomba del grande Sultano.
Due anni più tardi, anche il generale francese Henri Gouraud, dopo aver sconfitto nella battaglia di Maysalun le forze arabe di Fayṣal b. al-Ḥusayn e aver preso possesso di Damasco, volle visitare la tomba. Secondo una tradizione, il generale avrebbe dato un calcio alla bara dicendo: "Svegliati Saladino, siamo tornati! La mia presenza in questo luogo consacra la vittoria della Croce sulla Mezzaluna!".

## Architettura
Il mausoleo è piuttosto piccolo e modesto. La camera principale, quadrata, è impreziosita da pareti in stile ablaq (decorazione in bianco e nero di marmo di tradizione islamica) ed è attorniata da quattro archi che sorreggono la cupola. Seguendo le sue vicissitudini storiche, l'interno mostra inconfondibili tracce di architettura Hohenzollern, Ayyubide e Ottomana.
La sala ospita due cenotafi: il primo in legno, riccamente decorato con intarsi a struttura geometrica di richiamo astronomico, contiene il corpo del Saladino; il secondo, in marmo bianco, è il dono dell'imperatore tedesco Guglielmo II ed è vuoto. Il mausoleo contiene inoltre una sala adibita alla recita del Corano, accessibile dall'ala est del complesso, e altre 5 piccole stanze poste sul lato nord dell'edificio.